# Тейлър Уонг
Тейлър Гун – Джин Уонг (на английски: Taylor Gun-Jin Wang, на китайски: 王贛駿) e американски учен и астронавт на НАСА, участник в един космически полет. Той е първият роден в Китай астронавт, въпреки че по време на полета отдавна вече е натурализиран американец.

## Образование
Тейлър Уонг е завършил гимназия и университет в Тайпе, Тайван, където семейството му емигрира през 1952 г. През 1963 г. завършва физика в Хонконг. След това заминава за САЩ. През 1967 г. придобива бакалавърска степен по физика, на следващата година е магистър, а през 1971 г. защитава докторат по физика на кристалите. От 1975 г. е американски гражданин.

## Служба в НАСА
Тейлър Уонг е избран за астронавт от НАСА на 5 юни 1983 г., Астронавтска група Spacelab-3. Взема участие в един космически полет и има 168 часа в космоса.

### Космически полет
Тейлър Уонг лети в космоса като член на екипажа на една мисия:
| Космически полет на Тейлър Гун – Джин Уонг                   | Космически полет на Тейлър Гун – Джин Уонг | Космически полет на Тейлър Гун – Джин Уонг | Космически полет на Тейлър Гун – Джин Уонг | Космически полет на Тейлър Гун – Джин Уонг | Космически полет на Тейлър Гун – Джин Уонг | Космически полет на Тейлър Гун – Джин Уонг |
| №                                                            | Дата                                       | КК                                         | Емблема на мисията                         | Функции                                    | Продължителност                            |                                            |
| ------------------------------------------------------------ | ------------------------------------------ | ------------------------------------------ | ------------------------------------------ | ------------------------------------------ | ------------------------------------------ | ------------------------------------------ |
| 1                                                            | 29 април 1985                              | „Чалънджър“, мисия STS-51B                 |                                            | Специалист по полезния товар               | 7 денонощия 00 часа 08 мин 46 сек.         |                                            |
| Сумарно време в космоса – 7 денонощия 00 часа 08 мин 46 сек. |                                            |                                            |                                            |                                            |                                            |                                            |

## След НАСА
След като напуска НАСА, Тейлър Уонг се връща към научната си дейност. Професор по физика в Университета Вандербилт, Нашвил, Тенеси, САЩ.